# Luccio di Steinhuder

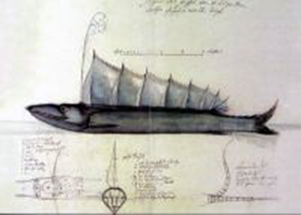
Disegno del Luccio di Steinhuder

Il Luccio di Steinhuder fu il primo sommergibile costruito in Germania nel 1772.

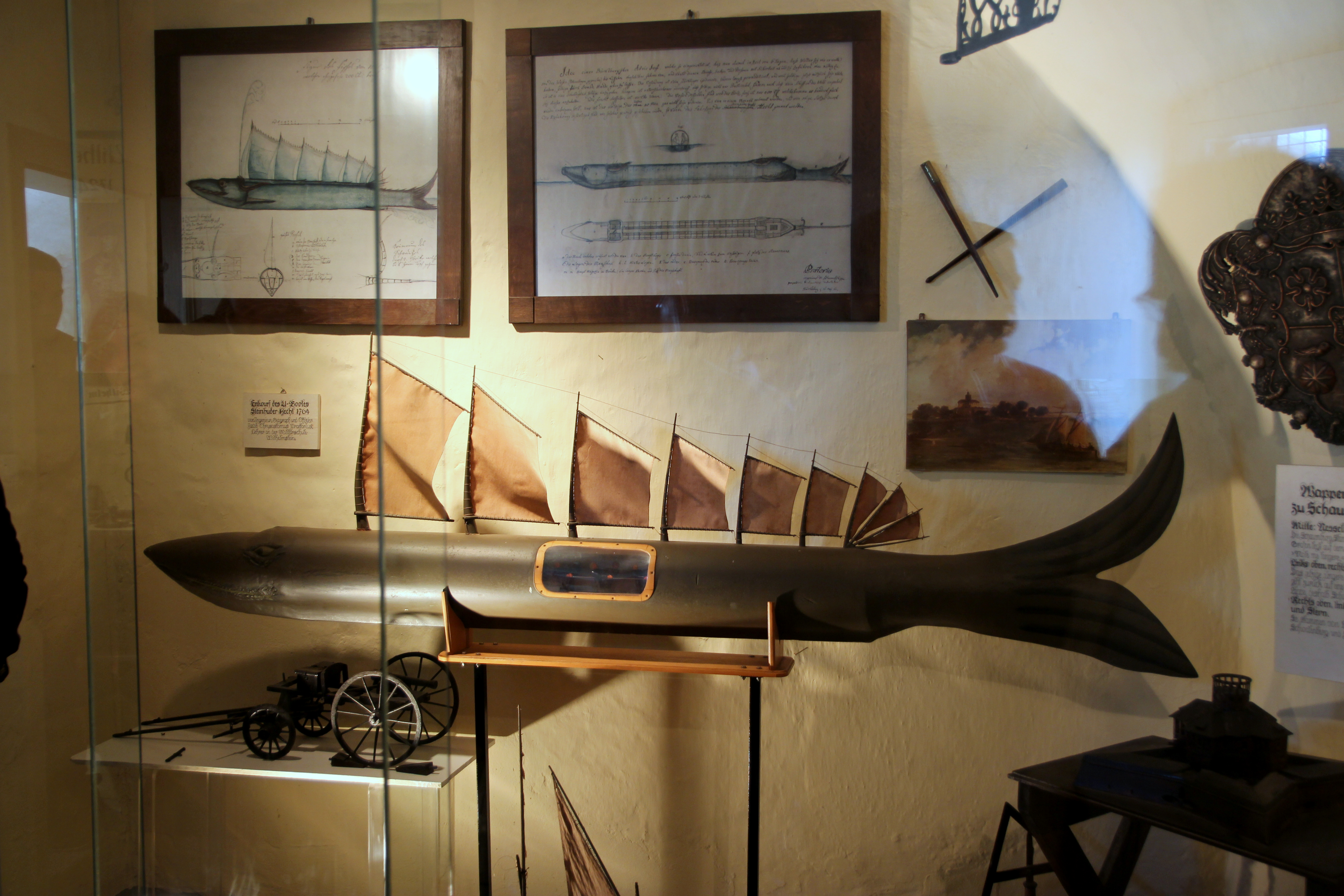
Modello del luccio nel castello Wilhelmstein

Il disegno della macchina venne realizzato dall'ingegnere, funzionario e militare James Crisostomus Praetorius e composto di una struttura in legno della forma di un pesce in grado di muovere la coda e la pinna dorsale come delle vele. Il progetto per la nuova "imbarcazione" venne presentato al conte Guglielmo di Schaumburg-Lippe già a partire dal 1762 e dopo un iniziale rifiuto, quando il progetto divenne possibile grazie alla costruzione dell'accademia di Wilhelmstein nel 1767, il progetto venne ripreso e ne venne realizzato uno in scala ridotta proprio sull'isola nel 1772. L'esemplare aveva un'autonomia totale di 12 minuti di immersione e venne testato proprio nel locale Lago di Steinhuder, ma il dato per quanto straordinario per l'epoca era piuttosto discutibile in quanto la profondità del bacino era di appena 2,9 metri nei punti più fondi.
Il suo scopo era essenzialmente militare e cioè di eseguire degli sbarchi silenziosi lungo le rive nemiche.
Un modello del sottomarino e i progetti di Praetorius sono esposti ancora oggi al museo militare di Wilhelmstein.